# هدف التنمية المستدامة التاسع

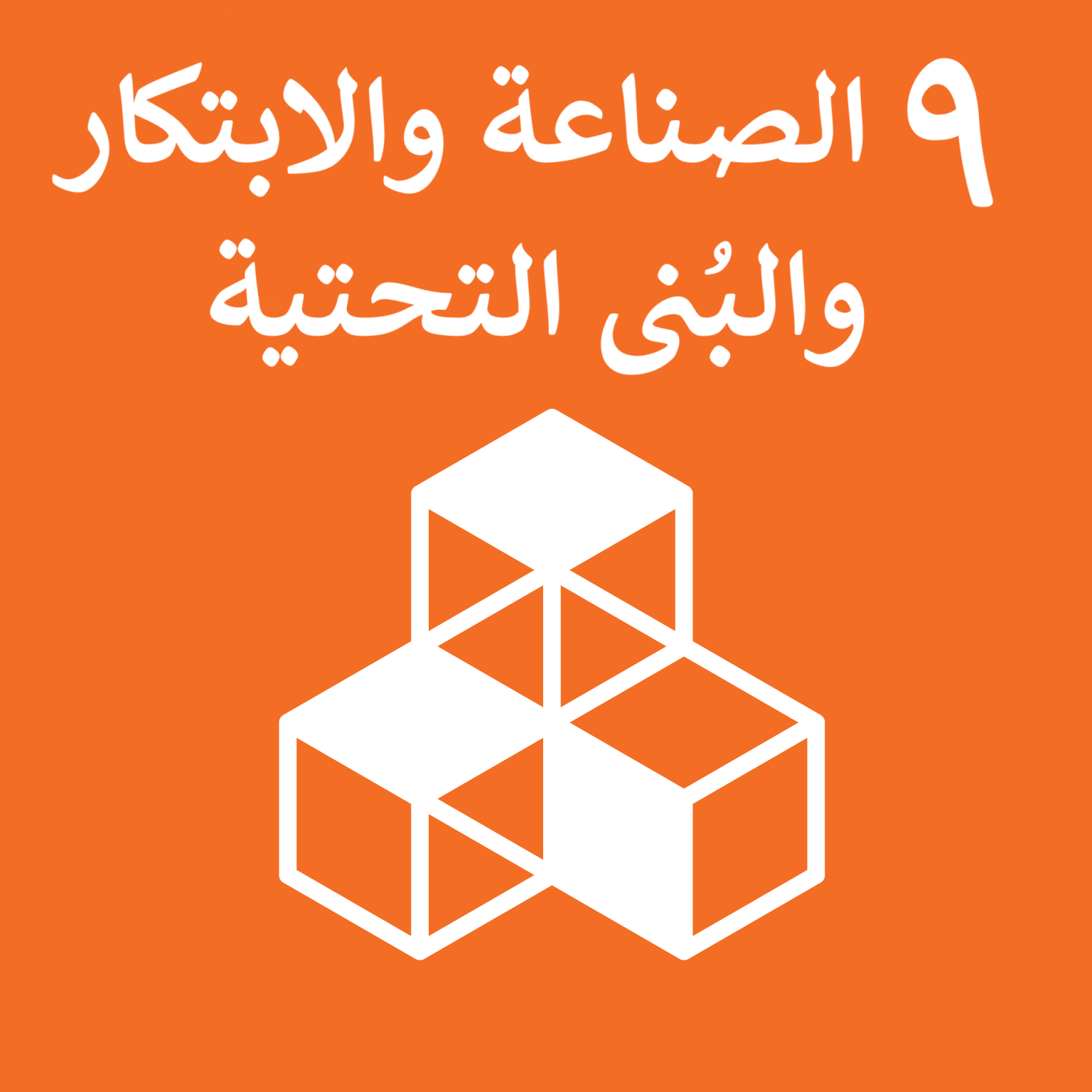
أهداف التنمية المستدامة - الهدف التاسع

هدف التنمية المستدامة التاسع يخص «الصناعة والابتكار والبنية التحتية» وهو أحد أهداف التنمية المستدامة السبعة عشر التي تبنتها الجمعية العامة للأمم المتحدة في 2015. يهدف هدف التنمية المستدامة التاسع لبناء بنية تحتية مرنة، ويدعو للتحول الصناعي المستدام ورعاية الابتكار.
لهدف التنمية المستدامة التاسع ثماني غايات، ويقاس التقدم من خلال اثني عشر مؤشرًا. الغايات الخمس الأولى «غايات نتائج»: تطوير بنى تحتية مستدامة ومرنة وشاملة؛ ترويج التحول الصناعي الشامل والمستدام؛ زيادة إتاحة الوصول إلى الخدمات المالية والأسواق؛ تطوير كل الصناعات والبنى التحتية لتصبح مستدامة؛ تحسين الأبحاث وتطوير التقنيات الصناعية. الغايات الثلاث المتبقية هي غايات تعد «وسائل تحقيق»: تسهيل التنمية المستدامة للبنى التحتية في الدول النامية؛ دعم التنمية المحلية للتكنولوجيا وتنويع الصناعات؛ الوصول الشامل للمعلومات وتكنولوجيا الاتصالات.
لهذا الهدف صلات مع أهداف أخرى للتنمية المستدامة. ففي حين ترتبط الصناعة بهدف التنمية المستدامة الثامن (العمل اللائق والنمو الاقتصادي) وهدف التنمية المستدامة الحادي عشر (المدن والمجتمعات المستدامة)، فإن الابتكار وتنمية المهارات الجديدة سيساعدان في تحقيق هدف التنمية المستدامة الثاني (انعدام الجوع)، وهدف التنمية المستدامة السادس (المياه النظيفة والتعقيم)، وهدف التنمية المستدامة السابع (الطاقة النظيفة وميسورة الكلفة) وهدف التنمية المستدامة الحادي عشر (المدن والمجتمعات المستدامة).
في عام 2019، كان 14% من عمال العالم موظفين في أنشطة تصنيعية. لم تتغير هذه النسبة كثيرًا منذ عام 2000. كانت حصة الوظائف في المجالات التصنيعية هي الأكبر في شرق وجنوب شرق آسيا (18 بالمئة) والأصغر في أفريقيا جنوب الصحراء (6 بالمئة). ما يزال الملايين من الناس غير قادرين على الوصول إلى الإنترنت بسبب الكلفة، والتغطية، ولأسباب أخرى. من المقدر أن فقط 53.4% من سكان العالم هم مستخدمو إنترنت حاليًا. كانت التقديرات تشير إلى أنه بنهاية عام 2020، وصل العالم إلى نحو 57% فقط من استخدام الإنترنت و23% في الدول الأقل تطورًا، وهو ما يبعد عن الغاية ج من الهدف التاسع (9.ج) بهامش كبير.

## خلفيته
هدف الوصول إلى تحول صناعي شامل ومستدام هو «إطلاق عنان القوى الاقتصادية الديناميكية والتنافسية التي تولد الوظائف والدخل». يشمل هذا الهدف أيضًا السعي نحو المرونة (الهندسة والإنشاءات) وهيكلة المدن المرنة.
يقر هدف التنمية المستدامة التاسع بأن قدرة الإنسان على الاتصال والتواصل بشكل فعال، وتحريك الناس والأشياء بشكل كفوء، وتطوير مهارات جديدة، والصناعات والتكنولوجيا أمر حاسم في التغلب على العديد من التحديات الاقتصادية والاجتماعية والبيئية المترابطة في القرن الحادي والعشرين.
للحصول على مجتمع ناجح، يجب أن توجد بنية تحتية قوية وعاملة كشرط أساسي له. كل ما يعنى به هدف التنمية المستدامة التاسع ترويج التقنيات المستدامة والمبتكرة وضمان الوصول المتساوي والشامل للمعلومات والأسواق المالية.
التنمية التكنولوجية في البنية التحتية هي ما يؤسس لمجتمع مستدام. يتوقع أن يؤدي هذا إلى ازدهار وأعمال، وبناء مجتمعات مستقرة ومزدهرة في أرجاء العالم. التركيز الأساسي يقع على تطوير حلول بنى تحتية موثوقة ومستدامة تدعم التنمية الاقتصادية بالإضافة إلى صحة ورفاه البشر، مع ضمان كونها ميسرة ماليًا في الوقت نفسه. يهدف هذا الهدف إلى ضمان امتلاك كل مجتمع في العالم بنيةً تحتيةً جيدةً.
سيتطلب تحقيق هدف التنمية المستدامة التاسع تمويلًا كبيرًا وإرادة سياسية كبيرةً. من التحديات البارزة تحسين كل من الوصول إلى الإنترنت في الدول النامية، والنقل غير الملائم، (وخصوصًا في الدول النامية الداخلية المحاطة باليابسة) وتباين استثمارات الأبحاث والتطوير وعدد الباحثين في الدول النامية بالمقارنة مع الدول المتطورة.